# Занчи, Джованни Баттиста
Джованни Баттиста Занки (Занчи) (итал. Giovanni Battista Zanchi; 1515, Пезаро, Марке — 1586) — итальянский военный инженер и писатель
.

## Биография

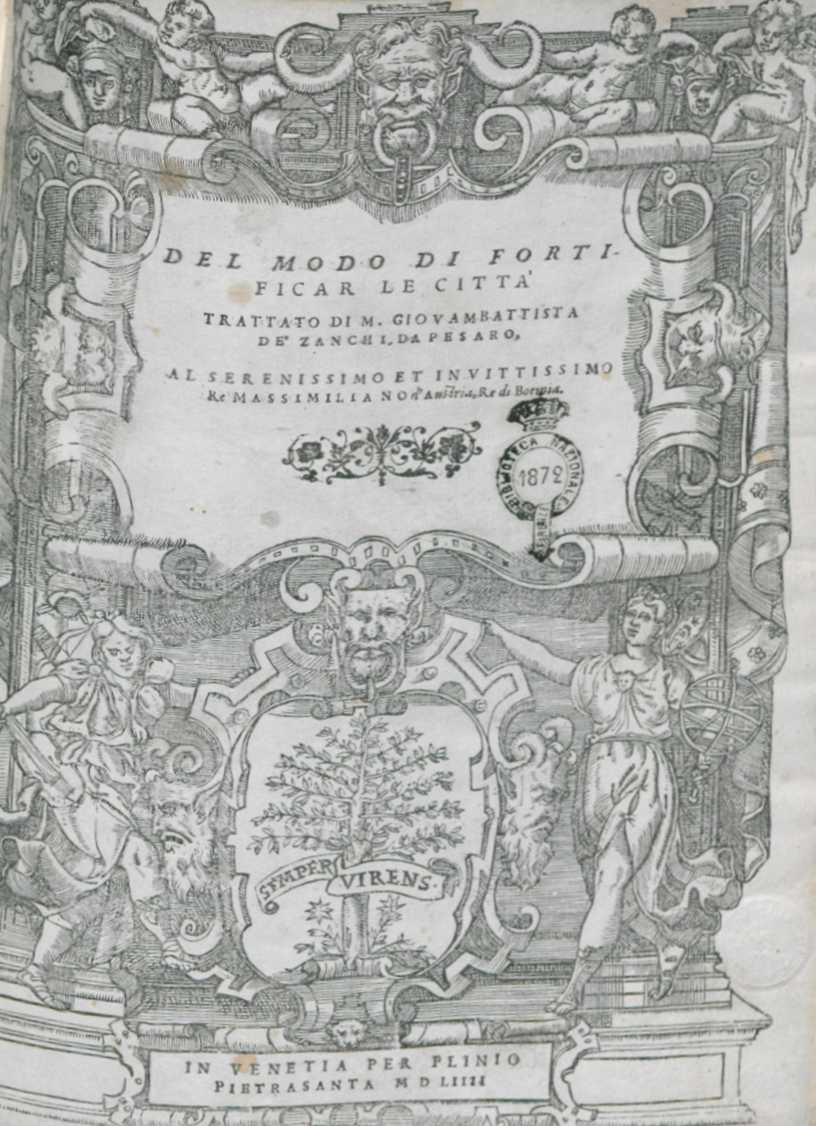
Титульный лист книги «Del modo di fortificar le città», 1545

Родился в семье выходцев из Бергамо. Служил в армии герцога Пармского Оттавио Фарнезе в чине капитана, командовал 12 000 пехотинцев и 500 кавалеристами, участвовал в сражениях с протестантами в Германии. Вернувшись на родину, принял участие в Сиенской войне под командованием Маркантонио Колонны, в 1561 году был отправлен на Кипр, где служил инженером с жалованьем 50 дукатов в месяц.
Автор нескольких трактатов, в которых описывает свои исследования и наблюдения на тему сооружения и укрепления городских фортификаций.